# Оберштабсфельдфебель
Оберштабсфельдфебель (нім. Oberstabsfeldwebel, OStFw або OSF) — вище військове звання старшого унтерофіцерського складу з портупеєю в Збройних силах Німеччини (Сухопутні війська та Повітряні сили вермахту, Бундесвера).
Звання оберштабсфельдфебеля розташовується за старшинством між військовими званнями лейтенант та штабсфельдфебель.